# Естахр-Сар (Амлаш)
Естахр-Сар (перс. استخرسر) — село в Ірані, у дегестані Коджід, у бахші Ранкух, шагрестані Амлаш остану Ґілян. За даними перепису 2006 року, його населення становило 69 осіб, що проживали у складі 24 сімей.

## Клімат
Середня річна температура становить 15,71 °C, середня максимальна – 29,49 °C, а середня мінімальна – 2,61 °C. Середня річна кількість опадів – 1112 мм.
| Клімат поселення                              | Клімат поселення | Клімат поселення | Клімат поселення | Клімат поселення | Клімат поселення | Клімат поселення | Клімат поселення | Клімат поселення | Клімат поселення | Клімат поселення | Клімат поселення | Клімат поселення | Клімат поселення |
| Показник                                      | Січ.             | Лют.             | Бер.             | Квіт.            | Трав.            | Черв.            | Лип.             | Серп.            | Вер.             | Жовт.            | Лист.            | Груд.            |                  |
| Середній максимум, °C                         | 11,27            | 11,03            | 12,72            | 17,65            | 21,85            | 26,56            | 29,40            | 29,49            | 26,67            | 22,32            | 17,71            | 13,46            |                  |
| Середня температура, °C                       | 7,07             | 6,81             | 8,51             | 13,43            | 17,65            | 22,36            | 25,00            | 25,10            | 22,27            | 17,91            | 13,31            | 9,05             |                  |
| Середній мінімум, °C                          | 2,86             | 2,61             | 4,30             | 9,22             | 13,43            | 18,15            | 20,62            | 20,69            | 17,87            | 13,50            | 8,91             | 4,65             |                  |
| Норма опадів, мм                              | 88               | 78               | 78               | 43               | 47               | 41               | 32               | 58               | 137              | 239              | 153              | 118              |                  |
| Середньомісячна швидкість вітру, м/с          | 2.40             | 2.50             | 2.50             | 2.30             | 2.31             | 2.29             | 2.55             | 2.20             | 2.07             | 2.11             | 2.10             | 2.30             |                  |
| Середньомісячна сонячна радіація, кДж/м²·день | 7541             | 9533             | 11491            | 15198            | 19095            | 20735            | 21058            | 18050            | 14765            | 10886            | 9032             | 7159             |                  |
| --------------------------------------------- | ---------------- | ---------------- | ---------------- | ---------------- | ---------------- | ---------------- | ---------------- | ---------------- | ---------------- | ---------------- | ---------------- | ---------------- | ---------------- |
| Джерело:                                      |                  |                  |                  |                  |                  |                  |                  |                  |                  |                  |                  |                  |                  |